# O’Sullivan Peak
Der O’Sullivan Peak (in Chile Pico Sullivan) ist ein vereister und 1765 m (nach britischen Angaben 1840 m) hoher Berg an der Black-Küste des Palmerlands auf der Antarktischen Halbinsel. Er ragt als höchster Gipfel eines nordsüdlich ausgerichteten und vereisten Gebirgskamms nahe dessen südlichem Ende auf, der sich 18 km westlich des Nordarms des Odom Inlet befindet.
Luftaufnahmen entstanden im Dezember 1940 bei der United States Antarctic Service Expedition (1939–1941). Deren Teilnehmer sichteten ihn vermutlich auch bei der Erkundung dieses Küstenabschnitts. Die erste Vermessung erfolgte im Jahr 1947 durch die US-amerikanische Ronne Antarctic Research Expedition (1947–1948) in Zusammenarbeit mit Wissenschaftlern des Falkland Islands Dependencies Survey. Letztere benannten ihn nach Thomas Patrick O’Sullivan (1924–1998), der von 1946 bis 1947 der Mannschaft des Survey auf der Station in der Hope Bay angehört hatte.